# Воитель
Вои́тель (англ. War Machine), настоящее имя — Дже́ймс Ру́перт «Ро́уди» Ро́удс (англ. James Rupert Rhodes) — супергерой комиксов издательства Marvel Comics. Как полковник Джеймс Роудс впервые появился в выпуске Iron Man #118 в январе 1979 года и был создан Дэвидом Микелайни, Бобом Лейтоном и Джоном Бирном. Броня Воителя была создана Леном Камински и Кевином Хопугдом.
Также известный под псевдонимом «Ро́уди», персонаж появился в качестве одного из главных героев в мультсериалах Iron Man, Iron Man: Armored Adventures, и анимационном фильме «Несокрушимый Железный Человек».
Терренс Ховард исполнил роль Роудса в фильме 2008 года «Железный человек», позже в фильмах «Железный человек 2», «Железный человек 3», «Мстители: Эра Альтрона», «Первый мститель: Противостояние», «Мстители: Война бесконечности», «Капитан Марвел» и «Мстители: Финал» был заменён Доном Чидлом.

## История публикаций
Первоначально появившись в качестве второстепенного персонажа комиксов о Железном человеке, Джеймс Роудс надел его броню в выпуске Iron Man #170 в мае 1983 года, когда у Тони Старка начались проблемы с алкоголем. После Роудс снова появляется лишь эпизодически вплоть до 1992 года и предполагаемой смерти Старка, когда он снова надел его костюм. После возвращения Старка Роудс продолжил появляться в качестве супергероя Воителя и получил собственную серию комиксов после успешного появления в составе команды Мстителей Западного побережья.
В дополнение к собственной серии, Воитель появлялся в сериях West Coast Avengers; Force Works авторства Дэна Абнетта и Энди Лэннинга; Sentinel Squad O*N*E; The Crew авторства Кристофера Прайста; Avengers: The Initiative Дэна Слотта и Кристоса Гейджа. Персонаж также получил собственную альтернативную серию U.S. War Machine автора Чака Остина и Кристиана Мура, издаваемую импринтом Marvel Comics — MAX.
В серии Iron Man: Director of S.H.I.E.L.D., Роудс получил собственную сюжетную линию War Machine: Weapon of S.H.I.E.L.D., написанную Кристосом Гейджем и Шоном Ченом. Сюжетная линия связана с кроссовером Secret Invasion, а в последних трёх выпусках серии Воитель заменил Железного человека в качестве главного персонажа. Это положило начало второй одиночной серии о Роудсе, авторами которой стали Грег Пак и Леонардо Манко. Серия включала в себя 12 выпусков и после её окончания Воитель вступил в команду Секретных Мстителей и стал одним из персонажей одноимённой серии комиксов и серии Iron Man 2.0 Ника Спенсера и Барри Китсона.

## Биография

### Оригинал
Джеймс «Роуди» Роудс родился в Южной Филадельфии в Филадельфии, штат Пенсильвания, был лейтенантом в Корпусе морской пехоты США, который служил в Юго-Восточной Азии. Боевой лётчик, он застрял в джунглях в тылу противника после того, как его вертолёт был сбит войсками Вьетконга. Он встречает Железного Человека, который совершил побег из тюремного лагеря Вонг-Чу в своем прототипе костюма силовой брони. Победив солдат Вьетконга, Роудс и Железный Человек обнаруживают ракетную базу противника, которая была источником ракетного огня. Её Роудс разрушает в первую очередь. Уничтожив базу из украденного у Вьетконга вертолёта, Роудс и Железный Человек возвращаются на вертолёте обратно на американскую базу. В полевом госпитале в Сайгоне, Старк прибывает лично поблагодарить Роудса за помощь Железному Человеку и предлагает Роудсу работу в качестве его личного пилота. После войны во Вьетнаме, и после нескольких путей развития карьеры, включая наёмной работы, Роудс, наконец, принял предложение Старка и стал его личным пилотом, главным авиационным инженером Stark’s International, и одним из ближайших друзей Старка.

### Новый Железный человек
Благодаря действиям Обадайя Стейна, Stark International потеряла зарубежные контракты и образовался большой долг. Из-за проблем в компании и в личной жизни Старк начал выпивать. После того, как в состоянии алкогольного опьянения Старка разбил Магма, Роуди впервые надел броню Железного Человека и победил Магму. Старк попросил Роуди стать Железным человеком. Роудс вместе с ученым Морли Эрвином, уходят из Stark International и отправляют оставшиеся костюмы Старка на дно океана, чтобы защитить технологию Старка от Стейна и Щ. И. Т., которые наблюдали за поглощением Стэйном Stark International. Морли Эрвин поддерживал броню Железного Человека и служил в качестве технической поддержки Роудса, в то время как Роудс боролся со злодеями, такими как Мандарин, Зодиак и Радиоактивный Человек . Он стал членом хартии Мстители Западного побережья и воевал в «Секретной Войне» Потустороннего. Роуди, Морли Эрвин, и сестра Морли доктор Клитемнестра Эрвин планируют создать новую электронную фирму, базирующуюся в Калифорнии. Роудс начал работать, чтобы обеспечить деньги на содержание брони и для финансирования компании. Оправившись от своего алкоголизма, Тони Старк присоединился к троице и они сформировали компанию Circuits Maximus. Из-за шлема брони, который приспособлен к синхронизации нейронов Старка, у Роудса были головные боли и он становился все более непредсказуемым и агрессивным. Старк помогал Роуди поддерживать броню, но паранойя и ненависть Роудса заставила его поверить, что Старк хотел вернуть себе броню. Во время битвы с Вибро, Роудс рассвирепел и Старк был вынужден надеть свою новую броню (тестовый вариант, напоминающий первый вариант брони Железного человека), чтобы остановить Роуди и отговорить его от агрессии.
Роуди обратились за помощью к доктору Генри Пиму, чтобы вылечить его головную боль. Пим послал Роуди доктору Michael Twoyoungmen (Шаман в Отряде Альфа) и он смог вылечить головные боли через путешествие по мистическим измерениям под названием «ущелье», которые показало, что Роуди винит себя в том, что недостоин брони Железного Человека. В то время как Роудс, наконец, в покое и оставил свою броню позади в измерении, броня была возвращена к Роудсу с помощью сверхпространственной энергии. Из-за бомбы, отправленной Стейном в Circuits Maximus, Морли Эрвин погиб, а Роудс был ранен, Старк снова надел недавно завершённую модель костюма Железного Человека «Серебряный Центурион» и победил Стейна.1

## Вне комиксов

### Телевидение
- Воитель стал одним из центральных персонажей мультсериала «Железный человек», где на протяжении большей часть первого сезона его озвучил Джеймс Эйвери, в оставшихся сериях Джим Каммингс, а во втором сезоне Доиан Хэрвуд.
- Воитель появился в камео в мультсериале 1994 года «Человек-паук», 1996 года «Невероятный Халк» и «X-Men» 1997 года.
- Джеймс Роудс стал одним из главных персонажей мультсериала «Iron Man: Armored Adventures», где был озвучен Дэнилом Бэконом[8].
- Появился в эпизоде «Tales of Suspense» первого сезона мультсериала «The Super Hero Squad Show», где его озвучил ЛаВар Бёртон.
- Джеймс Роудс появился в эпизоде «Iron Man is Born!» мультсериала «Мстители: Могучие Герои Земли»[9]. Во 2 сезоне в серии «Alone Against A.I.M.» он впервые в мультсериале появляется в образе Воителя. Позже Воитель объединяется с Существом, Человеком-пауком, Росомахой, Люком Кейджем и Железным кулаком для битвы с Кангом-Завоевателем в то время, как Мстители по вине злодея временно бездействовали. В финальной сцене Воитель с другими героями сражался против Галактуса и его герольдов.

### Мультфильмы
- Появляется в мультфильме «Секретные материалы Мстителей: Чёрная вдова и Каратель».

### Видеоигры
- В игре Iron Man 2 как играбельный персонаж.
- В игре Marvel: Ultimate Alliance эксклюзивно для Xbox 360.
- В игре Lego Marvel Super Heroes, является играбельным персонажем.
- В игре для мобильных устройств Marvel Future Fight, как играбельный персонаж.
- В игре Lego Marvel`s Avengers, является играбельным персонажем.
- В игре Lego Marvel Super Heroes 2, является играбельным персонажем.
- В игре для мобильных устройств Marvel Strike Force как один из играбельных персонажей.
- Воитель и его вариация "Железный Патриот" появился в боевом пропуске 4 сезона 5 главы в Fortnite

### Кино

Терренс Ховард в роли Джеймса «Роуди» Роудса в фильме «Железный человек».

Дон Чидл в роли Джеймса «Роуди» Роудса, постер к фильму «Железный человек 2».

- Воитель стал одним из главных персонажей анимационного фильма 2007 года «Несокрушимый Железный Человек», где его озвучил Родни Солсберри. По фильму Роудс — бывший военный медик, который сопровожает Тони Старка на археологические раскопки древних городов Китая. По настоянию отца Старка, он отвечает за сохранность раскопок. Когда группа была захвачена бандой, стремившейся снова похоронить затерянный город, Роудс используя свой медицинский опыт спасает Старку жизнь и помогает в строительстве первой модели костюма Железного человека. Оставшуюся часть фильма Роудс выступает в качестве союзника Железного человека, и остался на его стороне, даже когда тот был арестован. В конце фильма назначается главой особого отдела инженерных исследований, после того, как со Старка были сняты все обвинения.
- В полнометражном фильме 2008 года «Железный человек» роль подполковника ВВС США Джеймса Роудса исполнил актёр Терренс Ховард[10]. По сюжету Роудс — лучший друг Тони Старка и «связующее звено» между «Stark Industries» и военно-промышленным комплексом страны. Когда он посмотрел на броню Старка Mark 2 (которая впоследствии и стала броней Воителя), он произнес «До лучших времен».
- В сиквеле «Железный человек 2» Ховарда из-за творческих разногласий сменил актёр Дон Чидл[11][12][13]. В фильме у Роудса и Старка случаются разногласия и Роудс под давлением правительства Соединённых Штатов вынужден просить Старка вернуться на пост Железного человека. Когда в состоянии алкогольного опьянения Старк ставит под угрозу жизнь гостей на вечеринке, Роудс вмешивается и забирает костюм Mark 2 Железного Человека. Во время их битвы рушится особняк Старка, а Роудс доставляет костюм на военную базу, где Джастин Хаммер вооружает его и приближает к оригинальному костюму Воителя. Роудс представляет костюм на выставке Старк Экспо, где узнает, что его броня тайно контролируется Иваном Ванко. Сам того не желая, Роудс начинает погоню за Железным человеком, но впоследствии Чёрной вдове удаётся вернуть ему контроль над бронёй. Вместе со Старком, Роудс побеждает Ванко, а Старк разрешает ему оставить костюм себе. В фильме не упоминается псевдоним Воитель, однако во время битвы в особняке Старк произносит: «Хочешь быть Военной машиной? Стреляй!», что является ссылкой на псевдоним Роудса в комиксах. В фильме костюм Роудса носит название «костюм боевого реагирования на переменные угрозы» (англ. Variable Threat Response Battle Suit, VTRBS), а сам режиссёр Джон Фавро не раз уточнял, что фактически Чидл появился в роли Воителя[14][15].
- В фильме «Железный человек 3» Роудс является одним из главных героев. Теперь он является правительственным агентом под псевдонимом «Железный патриот», а его костюм получил окраску цветов американского флага.
- В фильме «Мстители: Эра Альтрона» Воитель участвует в операции против Альтрона в Соковии, а в конце фильма входит в обновлённую команду Мстителей.
- Воитель также появился в фильме «Первый мститель: Противостояние». В фильме он выступает за акт регистрации супергероев, находясь на стороне Тони Старка. Во время битвы в аэропорту был по ошибке подбит Виженом (хотя целью был Сокол), вследствие чего стал частично парализован в районе позвоночника. В конце фильма Тони Старк дарит ему протез, и тот вновь обретает возможность ходить.
- В фильме «Мстители: Война бесконечности» Дон Чидл вернулся к роли Воителя, где он по сюжету встречает команду на базе Мстителей, а затем участвует в обороне Ваканды. Позже пытается обезвредить Таноса, однако тот скрючивает его с помощью Камня Пространства и отбрасывает в сторону. В конце фильма пережил Щелчок Таноса, уничтоживший половину Вселенной.
- Появился в сцене после титров фильма «Капитан Марвел».
- В фильме «Мстители: Финал» вместе с остальными мстителями отправляется в прошлое через квантовый мир. Попадает вместе с Небулой на Мораг в 2014 году, где получает Камень Силы.
- Директор Marvel Studios Кевин Файги сообщил, что студия ведёт переговоры относительно съёмок отдельного фильма о Воителе[16], но в результате появилась информация, что в будущем будет у него собственный сериал под названием «Армия в доспехах» о наследии Тони Старка.

## Комментарии
1. ↑  Также встречается дословный перевод Вое́нная маши́на.